# Psittaculirostris
Psittaculirostris é um gênero de papagaios da família Psittaculidae encontrados na Indonésia e em Papua-Nova Guiné.

## Espécies
Ele contém três espécies:
| Imagem | Nome científico               | Nome comum                           | Distribuição                                                          |
| ------ | ----------------------------- | ------------------------------------ | --------------------------------------------------------------------- |
|        | Psittaculirostris desmarestii | Lóris-da-cabeça-dourada-de-desmarest | Ilhas da Papuásia Ocidental, Indonésia e no sul e oeste da Nova Guiné |
|        | Psittaculirostris edwardsii   | Papagaio-de-figo-de-Edwards          | Nordeste da Nova Guiné                                                |
|        | Psittaculirostris salvadorii  | Papagaio-dos-figos-de-salvador       | Província de Papua na Indonésia                                       |

1. ↑  Leo Joseph, Alicia Toon, Erin E. Schirtzinger,petie's code name Timothy F. Wright, Richard Schodde. 2012. A revised nomenclature and classification for family-group taxa of parrots (Psittaciformes) Arquivado em 2013-12-11 no Wayback Machine ISSN 1175-5326 Zootaxa 3205: 26–40.
2. ↑  GILL, F.; DONSKER, D. (Eds.) (2013). Parrots. IOC World Bird List (v.4.2).